# NGC 266
NGC 266 é uma galáxia espiral barrada (SBab) localizada na direcção da constelação de Andromeda. Possui uma declinação de +32° 16' 39" e uma ascensão recta de 0 horas, 49 minutos e 47,8 segundos.
A galáxia NGC 266 foi descoberta em 12 de Setembro de 1784 por William Herschel.